# Birger Ruud

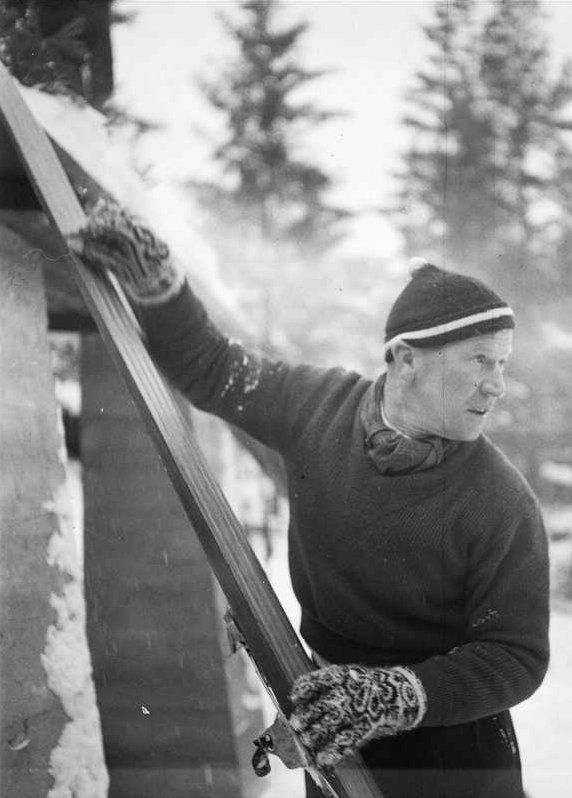
Birger Ruud

Birger Ruud (23. srpna 1911 — 13. června 1998) byl norský skokan na lyžích.
Narodil se v Kongsbergu, kde jeho otec zbudoval skokanský můstek. Byl členem klubu Kongsberg IF, kromě lyžování se věnoval i fotbalu, tenisu a gymnastice. Vyhrál soutěž ve skoku na lyžích na olympiádě 1932 a titul obhájil na hrách 1936 (dvakrát vyhrát olympijský závod na velkém můstku kromě něho dokázali tři skokané Matti Nykänen, Simon Ammann a Kamil Stoch). Kromě dvou olympijských prvenství, které tehdy zároveň znamenala titul mistra světa, vyhrál také lyžařské šampionáty v letech 1931, 1935 a 1937. V roce 1931 vytvořil světový rekord 76,5 metru. V roce 1934 vyhrál závod na mamutím můstku Letalnica v Jugoslávii, když skočil 92 metrů, což je jeho osobní maximum. V roce 1937 získal nejvyšší norské lyžařské ocenění Holmenkollmedaljen. Vytvořil vlastní styl skoku, když si ve vzduchu pomáhal mohutnými odrazy paží.
V době německé okupace Norska odmítl nabídku říšského občanství a byl distancován. Pořádal však tajné závody a z jejich výtěžku financoval odbojové hnutí. Byl zatčen a více než rok vězněn v koncentračním táboře Grini, po propuštění odešel do hor a přidal se k partyzánům.
Zúčastnil se olympiády 1948, kde byl vlajkonošem norské výpravy a obsadil druhé místo za krajanem Petterem Hugstedem. Ve třiceti šesti letech byl nejstarším olympijským skokanským medailistou až do roku 2014, kdy ho překonal Noriaki Kasai.
Byl také výborným sjezdařem. Získal bronzovou medaili v alpské kombinaci na MS 1935 v Mürrenu. Při olympijské premiéře alpského lyžování v Garmisch-Partenkirchenu byla na programu jediná disciplína, kterou byla kombinace. Ruud vyhrál závod ve sjezdu a byl šestý ve slalomu, celkově skončil na čtvrtém místě. V roce 1991 mu byla udělena cena za sportovní všestrannost Egebergs Ærespris.
Špičkovými skokany byli také jeho starší bratr Sigmund Ruud a mladší bratr Asbjørn Ruud. Jsou jedinou sourozeneckou trojicí, jejíž všichni příslušníci se stali mistry světa ve skoku na lyžích.
Po skončení aktivní kariéry se živil jako obchodník se sportovními potřebami. Inicioval zřízení lyžařského muzea v rodném Kongsbergu, před nímž byla roku 1987 odhalena jeho bronzová socha od Pera Unga. Byl pověřen zapálením olympijského ohně při slavnostním zahájení olympiády v Lillehammeru, ale odmítl kvůli špatnému zdravotnímu stavu.